# Зоряні війни: Нова надія
«Зоряні війни» (англ. Star Wars; пізніше перейменований на «Зоряні війни. Епізод IV. Нова надія» — англ. Star Wars Episode IV: A New Hope) — американський епічний фільм 1977 року в жанрі космічної опери, написаний і знятий Джорджем Лукасом. За хронологією четвертий фільм. Перший фільм кіносаги «Зоряні війни», у якому в головних ролях знялися Марк Гемілл, Гаррісон Форд, Керрі Фішер, Пітер Кушинг і Алек Гіннесс. Девід Проуз, Ентоні Деніелс, Кенні Бейкер і Пітер Мейг'ю зіграли другорядні ролі.
Фільм знято на основі оригінального сценарію Дж. Лукаса та книги авторства Алана Дін Фостера «Зоряні війни: З пригод Люка Скайвокера», що вийшла 12 листопада 1976 року.
Прем'єра відбулася 25 травня 1977 року. У прокаті картина зібрала понад 797 млн доларів, при бюджеті 11 млн доларів.
На 1 березня 2024 року фільм займав 29-ту позицію у списку 250 найкращих фільмів за версією IMDb.

## Сюжет
У «Далекій галактиці» триває велике протистояння Галактичної імперії та Альянсу повстанців. Лідер повстанців, принцеса Лея Орґана, викрадає креслення «Зірки смерті», величезної космічної станції, що здатна знищувати цілі планети. Її корабель захоплює імперський крейсер і починає абордаж. Лея ховає креслення в дроїді R2-D2 і таємно відсилає його в космос на рятувальній капсулі разом з дроїдом-перекладачем C-3PO. Воєначальник Дарт Вейдер обшукує корабель в пошуках креслень, а його війська полонять принцесу. Вейдер розуміє, що креслення були в капсулі, та організовує загін, що відправляється на її пошуки.
Дроїди потрапляють на пустельну планету Татуїн, де опиняються в руках збирачів брухту джавів. Ті продають їх місцевому фермеру Оуену Ларсу і його небожу Люку Скайвокеру. Коли Люк чистить R2-D2, той несподівано показує частину голографічного повідомлення Леї, адресоване Обі-Вану Кенобі. Але Люк знає лише одну людину з прізвищем Кенобі, відлюдника на ім'я Бен. Про це він питає в дядька, на що той відповідає, що Обі-Ван вже помер. У цей час R2-D2 тікає з ферми Ларсів, аби знайти Обі-Вана. Люк та C-3PO вирушають за ним.
Люк і дроїди потрапляють в засідку бандитів, але на допомогу приходить шуканий відлюдник. Той виявляється колишнім джедаєм, розповідає Люку про містичну Силу, що поєднує все живе, і віддає йому світловий меч батька, пілота Енакіна Скайвокера. Обі-Ван каже, що Енакін був його учнем, доки не був убитий іншим учнем Обі-Вана, що перейшов на темну сторону, – Дартом Вейдером. Бен переглядає послання Леї, де вона просить його відвезти креслення «Зірки смерті» на Альдераан до її батька, який може проаналізувати їх і знайти слабкі місця станції. Обі-Ван просить Люка полетіти з ним, але той відмовляється, адже має на Татуїні повно роботи. Повернувшись додому, він знаходить усе спаленим, а родичів убитими імперськими штурмовиками, які шукали дроїдів. Тим часом вищі військові чини імперії обговорюють підтримання сенатом повстанців, проти яких небезпечно воювати. Прибуває Дарт Вейдер і гранд-мофф Таркін, котрі повідомляють, що імператор розпустив сенат. Віднині порядок забезпечуватиметься страхом перед «Зіркою смерті».
Люк повертається до Обі-Вана та висловлює бажання стати джедаєм, як батько. Обі-Ван завдяки здатності джедаїв підкоряти слабкі розуми, дурить солдатів штурмовиків і проводить Люка разом із дроїдами повз охорону. Вони наймають контрабандиста Хана Соло, який заборгував Джаббі Гатту, і має найшвидший, хоч і старенький, у галактиці корабель «Тисячолітній сокіл». З космопорту вони тікають від імперських військ, взявши в компанію вукі Чубакку, і прямують на Альдераан.
Лея ув'язнена на «Зірці смерті», але навіть під зондуванням розуму не видає місця розташування бази повстанців. Тому Таркін погрожує знищити її рідну мирну планету Альдераан, якщо принцеса не скаже де база. Лея розповідає, що вона знаходиться на Дантуїні, однак база виявляється покинутою. Таркін все одно наказує зруйнувати планету і стратити Лею. Обі-Ван відчуває це та навчає Люка використовувати Силу.
Скоро «Тисячолітній сокіл» потрапляє в астероїдне поле на місці, де мала бути планета Альдераан. Тут вони зустрічають імперський винищувач і переслідують його до астероїда, яким насправді є «Зірка смерті». Станція захоплює корабель тяговим променем і змушує сісти в ангарі, де його починають обшукувати. Проте всі, хто на ньому був, ховаються у вантажному відділі для контрабанди. Згодом їм вдається залишити корабель, переодягтися штурмовиками й захопити рубку, де R2-D2 виявляє місцезнаходження Леї. Хан, Люк і Чубакка йдуть її рятувати. Обі-Ван прямує до генератора тягового променя станції, щоб його знешкодити, а дроїди залишаються в рубці. Люку і контрабандистам вдається звільнити Лею, але доводиться сховатися в сміттєвому пресі. R2-D2 відмикає прес і герої повертаються на корабель разом з дроїдами. Обі-Ван знешкоджує промінь, але зустрічає Дарта Вейдера і починає битися з ним на світлових мечах. Він дає шанс друзям утекти, дозволяючи Дарту Вейдеру вбити себе. «Тисячолітній сокіл» з рештою героїв встигає відлетіти. Ті не знають, що на корабель встановлено маячок, за яким летить «Зірка смерті».
На супутнику Явіна IV повстанці аналізують креслення і знаходять місце, при точному пострілі у яке «Зірка смерті» буде знищена. Люк зустрічає тут старого друга, разом з яким приєднується до пілотів. Хан Соло не наважується бути з ними й летить геть. Кораблі Альянсу прямують до «Зірки Смерті» і починають атаку. На їх перехоплення вирушає сам Дарт Вейдер, але несподівано на допомогу приходить Хан Соло на своєму кораблі. Голос духа Сили Обі-Вана підказує Люку, що він має використати Силу для того, щоб влучити. Люк сконцентровується і влучає точно в охолоджувальну шахту, яка веде до реактора. «Зірка смерті» через це вибухає, головна загроза Альянсу повстанців усунена. Однак, після цієї атаки повстанців Вейдер вцілів. Пізніше відбувається церемонія нагородження Люка і Хана за хоробрість під час бою.

## У ролях
| Персонаж                         | Актор                                 | Примітки                                                                                           |
| -------------------------------- | ------------------------------------- | -------------------------------------------------------------------------------------------------- |
| Дарт Вейдер                      | Девід Проуз, Джеймс Ерл Джонс (голос) | Воєначальник армії Галактичної імперії, ситх, колишній учень Обі-Вана Кенобі та джедай             |
| Люк Скайвокер                    | Марк Гемілл                           | Юнак, котрий живе і працює на фермі. Син Енакіна Скайвокера, хоча про це вони обоє не здогадуються |
| Лея Орґана                       | Керрі Фішер                           | Принцеса планети Альдераан, одна з лідерів Альянсу повстанців                                      |
| Обі-Ван Кенобі                   | Алек Гіннесс                          | Один з останніх лицарів-джедаїв, наставник Енакіна Скайвокера і Дарта Вейдера                      |
| Імператор (Палпатін/Дарт Сідіус) | Єн Макдермід                          | Згадується як імператор, з'являється як голограма                                                  |
| Вілгуфф Таркін                   | Пітер Кушинг                          | Один з воєначальників Галактичної імперії, командир «Зірки смерті»                                 |
| Хан Соло                         | Гаррісон Форд                         | Егоїстичний контрабандист, капітан корабля «Тисячолітній сокіл»                                    |
| Чубакка                          | Пітер Мейг'ю                          | Волохата істота з раси вукі, другий пілот «Тисячолітнього сокола»                                  |
| C-3PO                            | Ентоні Деніелс                        | Боягузливий дроїд-перекладач                                                                       |
| R2-D2                            | Кенні Бейкер                          | Дроїд-астромеханік                                                                                 |

## Український дубляж
Фільм дубльовано наново студією «Le Doyen» на замовлення компанії «Disney Character Voices International» у 2018 році.
Ролі дублювали:
- Люк Скайвокер — Михайло Карпань
- Хан Соло — Володимир Плахов
- Лея — Тетяна Малкова
- Дарт Вейдер — Кирило Нікітенко
- Обі-Ван Кенобі — Юрій Висоцький
- Таркін — Олег Лепенець
- C3PO — Юрій Кудрявець

- Режисер дубляжу — Анна Пащенко
- Перекладач, автор синхронного тексту — Федір Сидорук
- Звукорежисери — Альона Шиманович, Олена Лапіна, Михайло Угрин
- Звукорежисер перезапису — Олег Кульчицький
- Творчий консультант — Мачек Ейман
- Координатор проекту — Аліна Гаєвська

## Створення

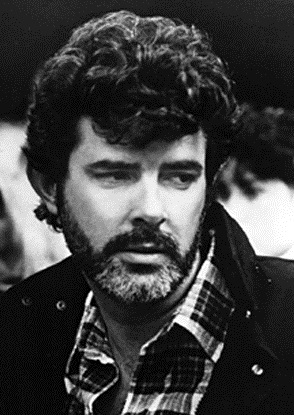
Молодий Джордж Лукас

На момент зйомок фільму Джорджу Лукасу було 32 роки і він був відомий фільмами «ТНХ 1138» (1971) і «Американські графіті» (1973). Другий фільм виявився доволі успішним і режисер задумав створити стрічку в жанрі космічної фантастики. Відомий тепер сюжет і образи значною мірою засновувалися на пригодницьких фільмах 1960-х, від вестернів до серіалу про Флеша Гордона. Ряд ідей Джордж Лукас почерпнув у Едварда Елмера Сміта, особливо з роману «Зоряний патруль» (1937), де головний герой викрадає креслення космічної бази і на винищувачі руйнує її.
Перші начерки сценарію нового фільму з'явилися 1971 року і були написані Лукасом на 12-и сторінках. У ньому принцеса Лея Агілайя летіла на «Зірку смерті» рятувати свого брата Люка Старкіллера. Хан Соло і Обі-Ван Кенобі поєднувалися в одному персонажі Кенобі. В 1973 Лукас познайомився з промисловим дизайнером Ральфом МакКворрі, який працював в компанії Boeing і малював ілюстрації космічних польотів. Дизайнер мав концепти до незнятого фільму Метью Робінсона і Гела Барвуда «Зоряний танець», які дуже сподобалися Джорджу. Саме МакКворі у 1974 розробив дизайн винищувачів, «Зірки смерті» і костюмів персонажів, у тому числі Дарта Вейдера. На основі робота з фільму «Мовчазний біг» (1972) дизайнер намалював R2-D2, а C-3PO — на основі робота з «Метрополіса» (1927). У листопаді 1974 року, одночасно з МакКворі, до проекту приєднався Колін Кантвелл, що в планетарії Сан-Дієго майстрував декорації. До того Кантвелл створював моделі для фільмів «2001: Космічна одіссея» (1968) і «Штам Андромеди» (1969), маючи багато готових. Він об'єднав зусилля з МакКворі, і серед багатьох їхніх робіт була «Зірка смерті». Спершу вона описувалася як невелика, але Лукас настояв на тому, щоб зблизька її округлість не було помітно. МакКворі вирахував, що для цього станція повинна мати діаметр у півтори сотні кілометрів. Він же вигадав зовнішній вигляд «Тисячолітнього сокола». За легендою, МакКворі надихнула на нього форма надкушеного гамбургера. У 1975 році в команду вступив Джо Джонстон, який допрацював багато ранніх концептів. Йому ж було доручено намалювати розкадрування і оформити моделі.
На ранніх малюнках Лукас зображався МакКворі жінкою, Чубакка мав довгі вуха і великі очі, а Хан — зелену шкіру й пізніше бороду. Передбачалося, що Дарт Вейдер зможе розплавляти собі шлях крізь обшивку кораблів, а штурмовики володітимуть світловими мечами. «Зірка смерті» уявлялася пухирчастою сферою. Значну частину подій планувалося помістити в летюче місто Олдаран. Згодом все більше сцен з нього переносилися на «Зірку смерті». Пізніше Лукас прочитав кілька книг з міфології, зокрема «Золоту гілку» Джеймса Фрезера і «Тисячеликий герой» Джозефа Кемпбелла, завдяки яким вдосконалив сценарій, зробивши його за схемою мономіфу. Сценарій збільшився до 200 сторінок, де Лукас розгорнуто описав задумане. Але в прагненні створити видовищний фільм, він обрав для екранізації найбільш підходящі, на його думку, події з середини.
Режисер отримав відмову всіх кіностудій, крім «20th Century Fox», яка спершу виділила для створення «Зоряних війн» 7,5 мільйонів доларів. Це сталося 13 грудня 1975 року завдяки високим оцінкам компанією малюнків Ральфа МакКворі. Лукасу було поставлено умову — він відмовляється від виплаченого наперед гонорару і перед виходом фільму буде випущено книгу за сценарієм. У співавторстві з Аланом Фостером було написано роман «Зоряні війни: З пригод Люка Скайвокера» (1976), за який Лукас пізніше отримав премію «Г'юго». У грудні 1975 року режисер найняв художника костюмів Джона Молло і гримера Стюарта Фріборна, котрий трапився йому на зйомках фільму «Омен» (1976). Фріборн робив маски собак для «Омена» і мавп для «2001: Космічна Одіссея», тож Джордж Лукас вирішив, що той чудово підходить для роботи над масками іншопланетян.

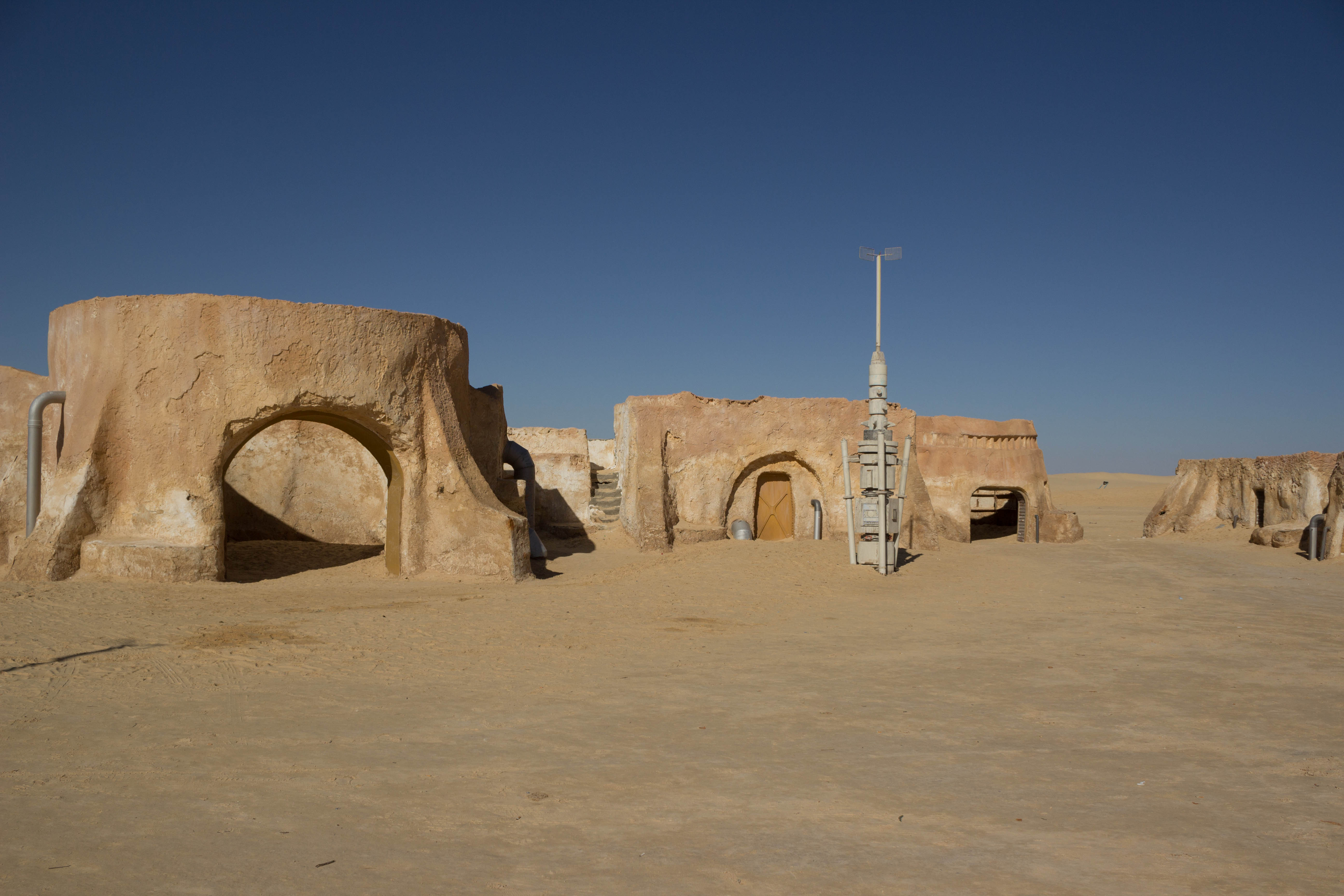
Декорації Татуїна в Тунісі

Зйомки стартували 1976-го року в Тунісі. Джордж Лукас на чолі команди зі 130-и осіб зняв там краєвиди пустельної планети Татуїн. Декорації зводилися нашвидкуруч, а команда економила на всьому, від квитків на польоти до їжі. Але ентузіазм Лукаса надихав колег до роботи. Під керівництвом Карло Рамбальді було виготовлено моделі й костюми роботів. Деякі були радіокерованими, іншими зсередини керували карлики. Для сцени з «повзуном» джавів використовувалася метрова рухома модель на гусеничному ходу і гусениці справжнього кар'єрного екскаватора. Спайдер Люка Скайвокера в фільмі літає над землею, насправді ж він рухався на колесах, прибраних комбінованими зйомками. Робота в Тунісі тривала три місяці, а під кінець сталася піщана буря, яка затримала команду ще на тиждень.

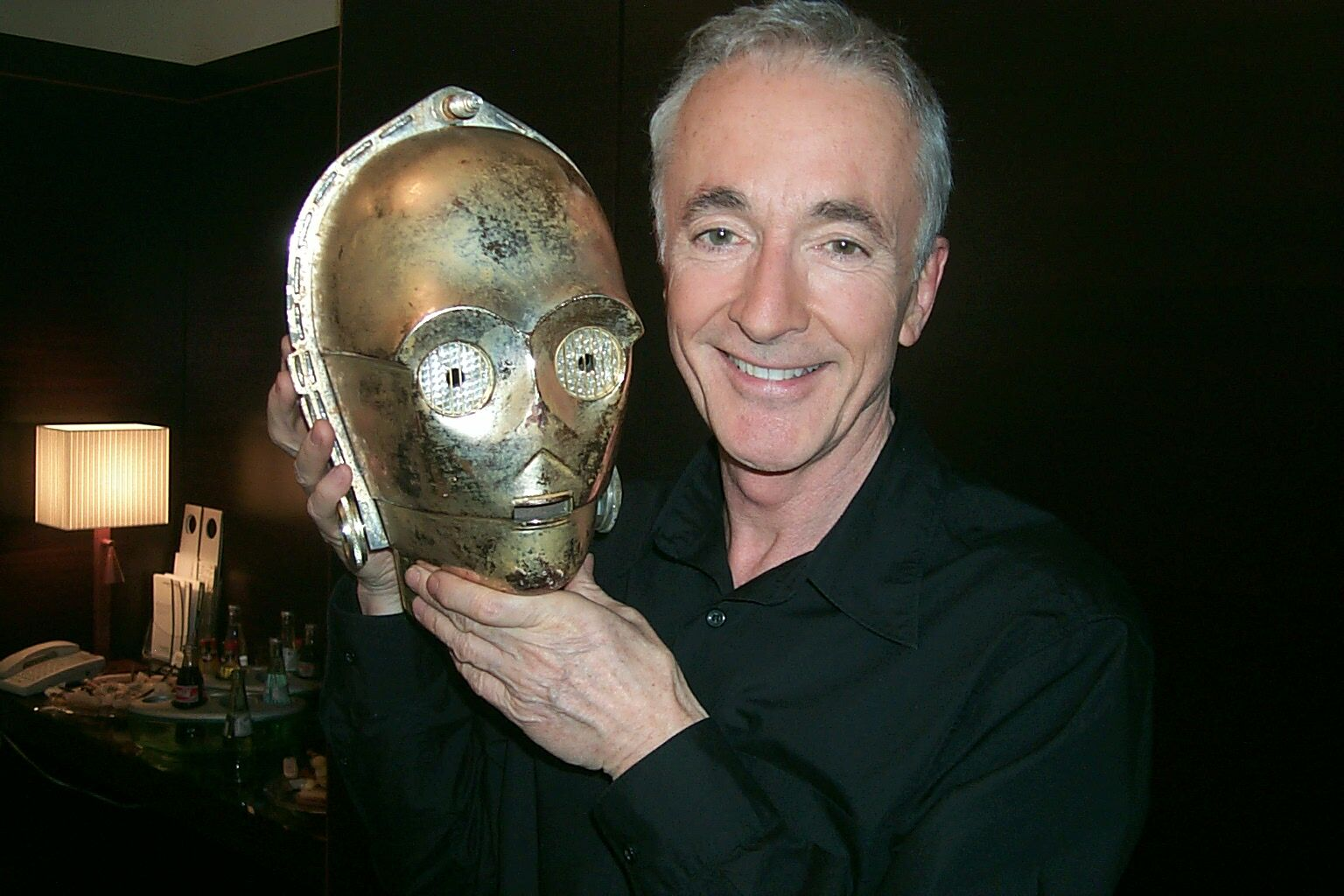
Ентоні Деніелс, що грав C-3PO

Тим часом в Англії, на студії «Elstree», вже підготували декорації для інших сцен, серед них і повнорозмірний (близько 50 м) «Тисячолітній сокіл». Кабіна корабля була відокремленою і встановленою на пружини, щоб створювати ефект тремтіння при польоті. Зйомки тривали одночасно в трьох павільйонах вісім тижнів, під час яких команда трудилася по 12 годин без вихідних. Для спецефектів Лукас заснував у США спеціальну студію. Там було застосовано незвичайну на той час технологію зйомок космічних польотів нерухомою камерою. Перед нею на синьому фоні рухалися моделі кораблів і знімалися покадрово, після чого їх зображення накладалося на потрібний фон. Відзняті в павільйонах сцени доповнювалися намальованими на склі зображеннями. Так, Обі-Ван, відключаючи генератор тягового променя, перебував у коридорі, на який було накладено малюнок провалля. Світлові мечі були палицями, покритими світловідбивною речовиною. Потім додавалися ефекти іскор і звук. Поверхня «Зірки смерті» мала модель у кілька квадратних метрів, де піропатронами створювалися вибухи.
У день прем'єри фільм вийшов у 30-и кінотеатрах по всій Америці, в успіх «Зоряних війн» ніхто не вірив. Але після перших же показів копії стрічок було розіслано в усі кінотеатри країни. Наступний місяць зробив «Зоряні війни» відомими, а компанію «XX Century Fox» врятував від банкрутства.

## Оцінки й відгуки
Фільм «Зоряні війни: Нова надія» здобув загальне визнання в час виходу на екрани та в наступні роки.
Роджер Еберт у «Chicago Sun-Times» відгукнувся: «„Зоряні війни“ поставили мене перед справді чарівним винаходом у кіно: тут усе змішалося, були химерність і фантазія, просте диво і тихо витончена розповідь». Критик визнав, що фільм має видатні спецефекти і на його думку, «Космічна одіссея», теж відома за спецефекти, поступається «Зоряним війнам» у тому, що Джородж Лукас наважився показати інопланетян істотами фантастичними, але все ж наділеними зрозумілими та різними людськими якостями. Як писав Еберт, «Але магія „Зоряних воєн“ лише драматизується спецефектами; серце фільму — у його чарівно людських (і нелюдських) людях».
Вінсент Кенді в «The New York Times» описав сюжет як «послідовність втеч, переслідувань, небезпечних місій, несподіваних зустрічей, кожна з яких закінчується якоюсь поразкою аж до останньої», але дуже схвально відгукнувся про декорації та гумористичні сцени. На його думку «Одним із особливих досягнень містера Лукаса є те, як він здатен пригадати недолугість улюблених ним старих коміксів і серіалів, не створюючи фільму, який сам по собі є недолугим».
А. Д. Мерфі в «Variety» писав, що «Перший фільм Лукаса, „THX-1138“, був також футуристичним за тоном, але там акцент був на машинах, які керують людиною. У „Зоряних війнах“ люди залишаються володарями обладнання, таким чином граючи більш резонансну ноту співпереживання та надії. Це такий фільм, з якого авдиторія, спочатку розважена, може згодом вийти, почуваючись у всьому добре».
Як писав Гері Арнольд у «The Washington Post», «Люди більш-менш готові до науково-фантастичних джерел, які Лукас запозичує, прикрашає та висміює. Приголомшливим бонусом є запозичення з інших жанрів екшену. Наприклад, повернення Люка до згорілої садиби та протистояння Хана Соло в кантині з найманцем є класичними західними конфронтаціями (перше, схоже, безпосередньо натхнене ключовою мотиваційною сценою в „Невада Сміт“), які Лукас запроваджує до тексту».
Моллі Гаскелл із «The Village Voice» відгукнулася, що «Зоряні війни» зображають технології буденністю, зосереджуючись натомість на людських стосунках. Але оскільки Лукас використовує класичні сюжети й типи персонажів, він їх не стільки розвиває, як наслідує. В підсумку фільм виявляється розрахованим передусім на підлітків 10-14 років, а дорослих тягнуть у цей вік як ще один сімейний фільм.
У Радянському Союзі «Зоряні війни» офіційно не показувалися до 1990 року (але поширювалися нелегально на відеокасетах), проте широко критикувалися перед цим ідеологічно заангажованою пресою. Характерно, що радянські критики не бачили фільму, тому описували його згідно з пропагандистськими кліше. Наприклад, зустрічалися анотації, що в «Зоряних війнах» нібито зображено: «…космічні баталії землян зі злими мешканцями якоїсь планети Джедай», «майстерне маскування зловісної сутності антикомуністичних планів мілітаризації космосу». Доволі точно проте сюжет описав Олександр Кукаркін 1985 року в книзі «Буржуазна масова культура» (Буржуазная массовая культура), в підсумку все ж характеризуючи його як видовищний «космічний вестерн» і «атавістичну фантазію».
На агрегаторі «Rotten Tomatoes» «Нова надія» має 92 % схвальних рецензій критиків із консенсусом: «Легендарно розлогим і амбітним початком науково-фантастичної саги, Джордж Лукас відкрив нам очі на можливості створення блокбастерів, і вони вже ніколи не були такими, як раніше».

## Нагороди та номінації
| Нагороди та номінації | Нагороди та номінації                    | Нагороди та номінації                     | Нагороди та номінації |
| Нагорода              | Категорія                                | Номінант                                  | Результат             |
| --------------------- | ---------------------------------------- | ----------------------------------------- | --------------------- |
| Оскар                 | «Найкраща робота художника-постановника» | Джон Беррі, Норман Рейнольдс, Леслі Діллі | Перемога              |
| Оскар                 | «Найкращий дизайн костюмів»              | Джон Молло                                | Перемога              |
| Оскар                 | «Найкращий монтаж»                       | Пол Гірш, Марсія Лукас, Річард Чю         | Перемога              |
| Оскар                 | «Найкраща музика»                        |                                           | Перемога              |
| Оскар                 | «Найкращий звук»                         |                                           | Перемога              |
| Оскар                 | «Найкращі візуальні ефекти»              |                                           | Перемога              |

## Трейлери
- Оригінальний трейлер 1977 року [Архівовано 9 липня 2012 у Wayback Machine.]